# 드로마에오사우루스
드로마에오사우루스(Dromaeosaurus)는 중생대 백악기 후기(약 9,000만년 전~6,910만년 전), 오늘날 미국, 캐나다 부근에서 서식한 육식공룡이다. 학명은 '달리는 도마뱀'이라는 의미를 갖고 있다.
전체 몸 길이는 약1.8m~2m, 체중은 15kg~20kg정도 되었을 것으로 추정된다. 화석은 캐나다 앨버타주에서 발견되었다. 오늘날 조류에 가까운 모습이었고, 2족보행을 했다. 한국에서도 유사한 종의 발자국이 발굴되었다.
그리고 몸이 날렵하고 꼬리가 길었을 것으로 추정되며 발이 빠르고 점프를 잘해서 달리기의 명수였다. 떼를 지어 몰려다니며 자기보다 큰 공룡을 쓰러뜨렸다. 먹이를 사용할 때에는 갈고리 모양의 발톱을 사용하였다.
드로마이오사우루스는 짧고 커다란 두개골에 깊은 하악골과 튼튼한 이빨을 가진 대부분의 근연종들과는 차이가 있다. 단순히 살점을 베는 것보다는 턱으로 씹고 부수는데 사용했던 근연종 사우로르니톨레스테스의 그것보다 더욱 심하게 닳아 있는 경향이 있다. 2005년 연구에 따르면 드로마이오사우루스는 발톱으로 먹잇감을 죽이기보다는 턱에 의존했던 벨로키랍토르만큼 강력하게 거의 세 번 정도 물어뜯었을 것이라고 한다. 대중들에게 공격용으로 알려진 발톱은 먹잇감을 단단히 잡는 용도일 가능성이 크다. 아니면 발톱으로 나무를 탔을 거라는 설, 두가지 행동을 모두 수행했다는 설도 있다.

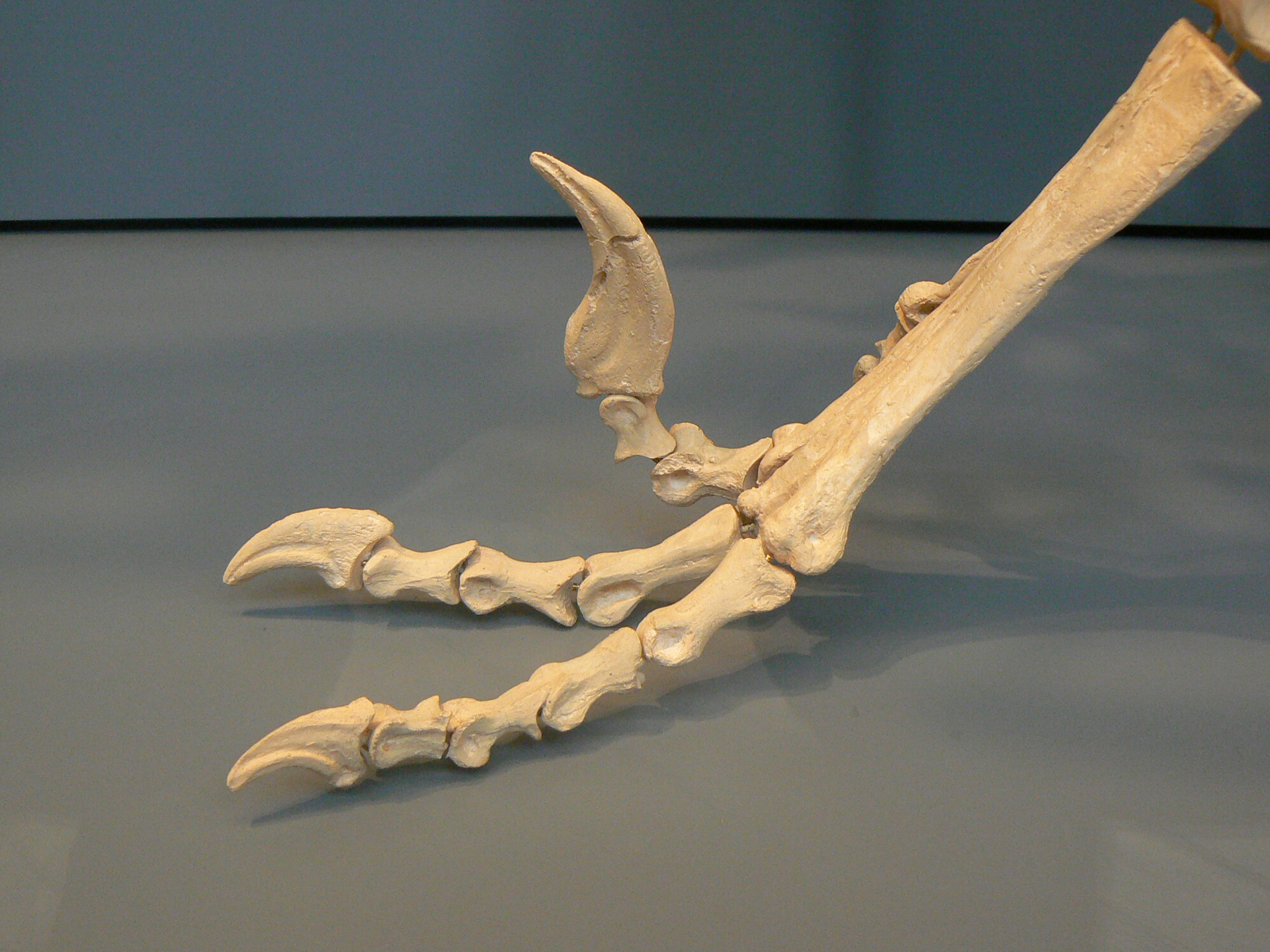
발
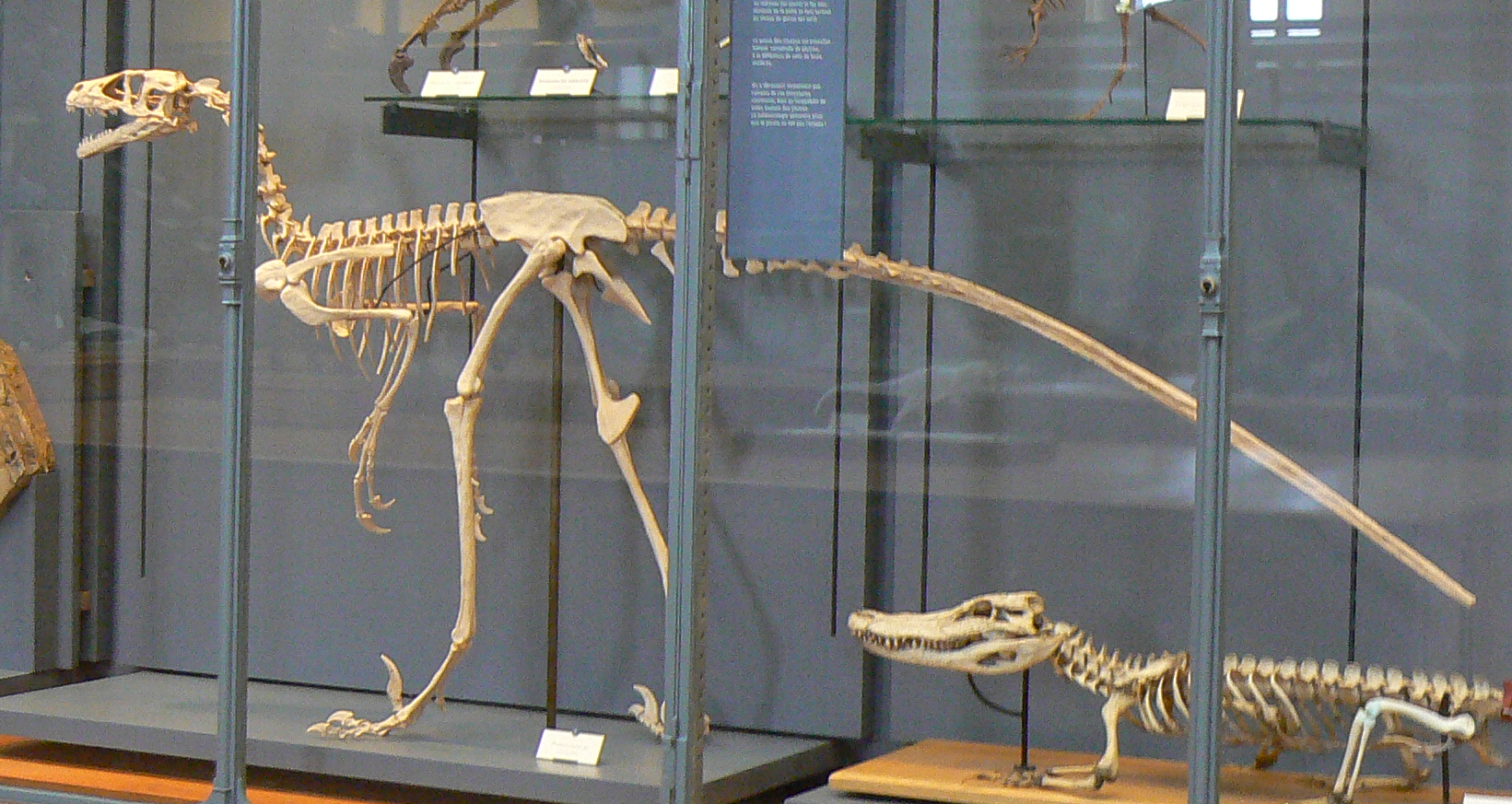
골격1
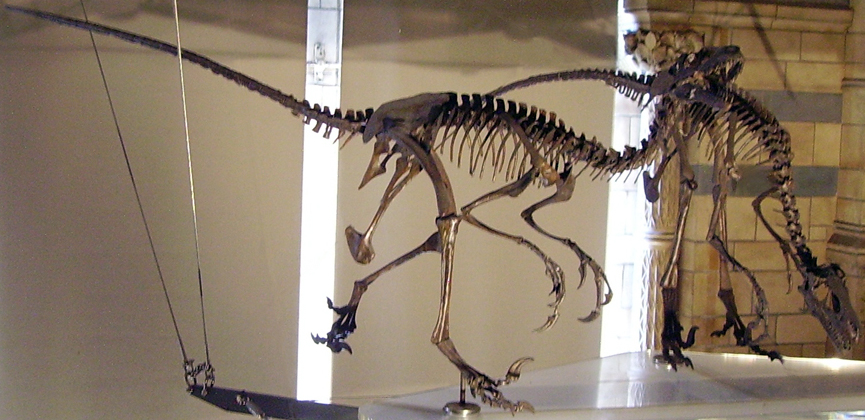
골격2
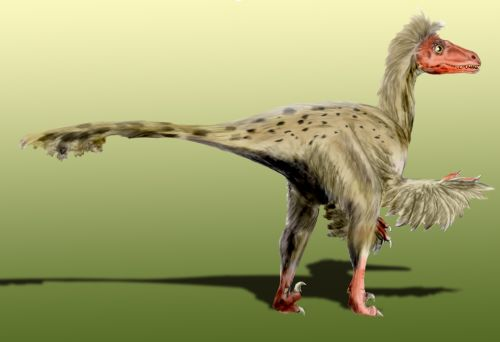
상상도